# Pardosa stellata
Pardosa stellata är en spindelart som först beskrevs av O. Pickard-Cambridge 1885.  Pardosa stellata ingår i släktet Pardosa och familjen vargspindlar. Inga underarter finns listade i Catalogue of Life.